# Cratere Emilia
Emilia  è un cratere sulla superficie di Venere.